# Halictus jaramielicus
Halictus jaramielicus är en biart som beskrevs av Blüthgen 1923. Halictus jaramielicus ingår i släktet bandbin, och familjen vägbin. Inga underarter finns listade i Catalogue of Life.